# Œting
Œting (fràncic lorenès Ëttinge) és un municipi francès situat al departament del Mosel·la i a la regió del Gran Est. L'any 2007 tenia 2.461 habitants.

## Demografia

### Població
El 2007 la població de fet de Œting era de 2.461 persones. Hi havia 952 famílies, de les quals 184 eren unipersonals (56 homes vivint sols i 128 dones vivint soles), 328 parelles sense fills, 376 parelles amb fills i 64 famílies monoparentals amb fills.
La població ha evolucionat segons el següent gràfic:
Habitants censats

### Habitatges
El 2007 hi havia 1.014 habitatges, 965 eren l'habitatge principal de la família, 8 eren segones residències i 41 estaven desocupats. 866 eren cases i 143 eren apartaments. Dels 965 habitatges principals, 836 estaven ocupats pels seus propietaris, 111 estaven llogats i ocupats pels llogaters i 18 estaven cedits a títol gratuït; 6 tenien una cambra, 23 en tenien dues, 89 en tenien tres, 159 en tenien quatre i 688 en tenien cinc o més. 894 habitatges disposaven pel capbaix d'una plaça de pàrquing. A 362 habitatges hi havia un automòbil i a 547 n'hi havia dos o més.

### Piràmide de població
La piràmide de població per edats i sexe el 2009 era:
| Homes | Edats   | Dones |
| ----- | ------- | ----- |
| 0     | 95 o +  | 4     |
| 0     | 90 a 94 | 4     |
| 4     | 85 a 89 | 8     |
| 4     | 80 a 84 | 12    |
| 20    | 75 a 79 | 40    |
| 36    | 70 a 74 | 40    |
| 36    | 65 a 69 | 52    |
| 60    | 60 a 64 | 56    |
| 48    | 55 a 59 | 52    |
| 72    | 50 a 54 | 96    |
| 68    | 45 a 49 | 64    |
| 108   | 40 a 44 | 100   |
| 88    | 35 a 39 | 96    |
| 32    | 30 a 34 | 40    |
| 44    | 25 a 29 | 36    |
| 44    | 20 a 24 | 20    |
| 60    | 15 a 19 | 100   |
| 72    | 10 a 14 | 76    |
| 56    | 5 a 9   | 44    |
| 28    | 0 a 4   | 36    |

## Economia
El 2007 la població en edat de treballar era de 1.715 persones, 1.226 eren actives i 489 eren inactives. De les 1.226 persones actives 1.139 estaven ocupades (645 homes i 494 dones) i 87 estaven aturades (36 homes i 51 dones). De les 489 persones inactives 145 estaven jubilades, 143 estaven estudiant i 201 estaven classificades com a «altres inactius».

### Ingressos
El 2009 a Œting hi havia 973 unitats fiscals que integraven 2.557 persones, la mediana anual d'ingressos fiscals per persona era de 22.206 €.

### Activitats econòmiques
Dels 95 establiments que hi havia el 2007, 4 eren d'empreses de fabricació de material elèctric, 5 d'empreses de fabricació d'altres productes industrials, 20 d'empreses de construcció, 20 d'empreses de comerç i reparació d'automòbils, 5 d'empreses de transport, 6 d'empreses d'hostatgeria i restauració, 5 d'empreses d'informació i comunicació, 4 d'empreses financeres, 3 d'empreses immobiliàries, 10 d'empreses de serveis, 7 d'entitats de l'administració pública i 6 d'empreses classificades com a «altres activitats de serveis».
Dels 28 establiments de servei als particulars que hi havia el 2009, 1 era una oficina bancària, 3 tallers de reparació d'automòbils i de material agrícola, 4 paletes, 4 guixaires pintors, 2 fusteries, 3 lampisteries, 2 electricistes, 2 empreses de construcció, 1 perruqueria, 1 veterinari, 1 agència de treball temporal i 4 restaurants.
L'únic establiment comercial que hi havia el 2009 era una botiga d'electrodomèstics.
L'any 2000 a Œting hi havia 6 explotacions agrícoles.

## Equipaments sanitaris i escolars
Els 4 equipaments sanitaris que hi havia el 2009 eren ambulàncies.
El 2009 hi havia 1 escola maternal i 1 escola elemental.

## Poblacions més properes
El següent diagrama mostra les poblacions més properes.